# 性党
性党是加拿大不列颠哥伦比亚省的一个政党。该党成立于2005年，现任领导人为约翰·英斯。该党提出健康的性生活能帶來好处，并提议公园与海滩应该设立裸体主义者的专门区域。该党在2005年的不列颠哥伦比亚省的选举中推出了3个候选人，无一当选。